# 삼원로 (충주시)
삼원로(Samwon-ro)은 대한민국의 충청북도 충주시 봉방동에서 시작하여, 교현동을 거쳐 연결하는 도로이다.

## 노선 경로
- (이름 없음) - 봉현로
- (이름 없음) - 계명대로